# Highmore (Dakota du Sud)
Pour les articles homonymes, voir Highmore.
La ville de Highmore est le siège du comté de Hyde, dans l’État du Dakota du Sud, aux États-Unis. Lors du recensement de 2010, sa population s’élevait à 795 habitants. La municipalité s'étend sur 1,88 milles carrés (4,87 km2).

## Démographie
| 1890 | 1900 | 1910  | 1920  | 1930  | 1940  |
| ---- | ---- | ----- | ----- | ----- | ----- |
| 435  | 376  | 1 084 | 1 022 | 1 034 | 1 136 |

| 1950  | 1960  | 1970  | 1980  | 1990 | 2000 |
| ----- | ----- | ----- | ----- | ---- | ---- |
| 1 158 | 1 078 | 1 173 | 1 055 | 835  | 851  |

| 2010 | - | - | - | - | - |
| ---- | - | - | - | - | - |
| 795  | - | - | - | - | - |